# Circunstâncias agravantes (Brasil)
Circunstâncias agravantes da pena são fatores taxativamente previstos em lei que aumentam a pena, calculada na 2ª fase do modelo trifásico adotado pela lei penal brasileira, a condição do réu através de uma conduta que ele praticou antes ou durante a tramitação do processo. No Brasil, as circunstâncias agravantes, de aplicação obrigatória, estão previstas nos artigos 61 e 62 do Código Penal. São de aplicação restritiva, não admitindo amplicação por analogia.  

## A lei
Circunstâncias agravantes
Artigo 61 - São circunstâncias que sempre agravam a pena, quando não constituem ou qualificam o crime:  
I - a reincidência;
II - ter o agente cometido o crime:
a) por motivo fútil ou torpe;
b) para facilitar ou assegurar a execução, a ocultação, a imunidade ou vantagem de outro crime;
c) à traição, de emboscada, ou mediante dissimulação, ou outro recurso que dificultou ou tornou impossível a defesa do ofendido;
d) com emprego de veneno, fogo, explosivo, tortura ou outro meio insidioso ou cruel, ou de que podia resultar perigo comum;
e) contra ascendente, descendente, irmão ou cônjuge;
f) com abuso de autoridade ou prevalecendo-se de relações domésticas, de coabitação ou de hospitalidade;
g) com abuso de poder ou violação de dever inerente a cargo, ofício, ministério ou profissão;
h) contra criança, maior de 60 (sessenta) anos, enfermo ou mulher grávida;
i) quando o ofendido estava sob a imediata proteção da autoridade;
j) em ocasião de incêndio, naufrágio, inundação ou qualquer calamidade pública, ou de desgraça particular do ofendido;
l) em estado de embriaguez preordenada.
Agravantes no caso de concurso de pessoas
Artigo 62 - A pena será ainda agravada em relação ao agente que:
I - promove, ou organiza a cooperação no crime ou dirige a atividade dos demais agentes;
II - coage ou induz outrem à execução material do crime;
III - instiga ou determina a cometer o crime alguém sujeito à sua autoridade ou não-punível em virtude de condição ou qualidade pessoal;
IV - executa o crime, ou nele participa, mediante paga ou promessa de recompensa.

## A doutrina

### caput
O caput do artigo 61 diz que agravantes são circunstâncias que sempre agravam a pena, quando não constituem ou qualificam o crime. Assim, as circunstâncias agravantes podem funcionar como elementares (elementos específicos que constituem o crime) ou circunstâncias qualificadoras do crime (circunstâncias legais especiais do crime, previstas na Parte Especial do Código). Quando um ato agravante funciona como elementar ou qualificador não se aplica o artigo 61. Isto ocorre porque o sujeito que cometeu o crime poderia sofrer bis in idem, sendo condenado a duas agravantes (a que consta no artigo de seu crime e a do artigo 61) havendo, assim, portanto, a duplicação da pena pelo mesmo motivo; por isso desta exclusão.   

### Reincidência
Artigo 61 - São circunstâncias que sempre agravam a pena, quando não constituem ou qualificam o crime:   
I - a reincidência;   
O ato de reincidir é repetir um ato já cometido no passado. O Código Penal Brasileiro possui dois artigos que tratam disto:   
Reincidência
Artigo 63 - Verifica-se a reincidência quando o agente comete novo crime, depois de transitar em julgado a sentença que, no País ou no estrangeiro, o tenha condenado por crime anterior.   
Artigo 64 - Para efeito de reincidência:   
I - não prevalece a condenação anterior, se entre a data do cumprimento ou extinção da pena e a infração posterior tiver decorrido período de tempo superior a 5 (cinco) anos, computado o período de prova da suspensão ou do livramento condicional, se não ocorrer revogação;   
II - não se consideram os crimes militares próprios e políticos.

### Motivo fútil ou torpe
Artigo 61 - São circunstâncias que sempre agravam a pena, quando não constituem ou qualificam o crime:   
II - ter o agente cometido o crime;   
a) por motivo fútil ou torpe;   
É uma circunstância em que o agente comete o ato criminoso por motivo fútil, repugnante, idiota, torpe, sem a verdadeira necessidade de ter cometido.   
Ex: Feminicídios, crimes onde o valor não se mede, inveja, vingança, crimes motivados por sentimentos.

### Ocultação
Artigo 61 - São circunstâncias que sempre agravam a pena, quando não constituem ou qualificam o crime:   
II - ter o agente cometido o crime;   
b) para facilitar ou assegurar a execução, a ocultação, a imunidade ou vantagem de outro crime;   
Refere-se à conexão de crimes que é quando um crime é cometido para assegurar que um outro ocorra.

### Traição ou emboscada
Artigo 61 - São circunstâncias que sempre agravam a pena, quando não constituem ou qualificam o crime:   
II - ter o agente cometido o crime;   
c) à traição, de emboscada, ou mediante dissimulação, ou outro recurso que dificultou ou tornou impossível a defesa do ofendido;   
No inciso II, letra c há referência a crimes cometidos com covardia:   
- traição é quando a vítima é atingida pelas costas ou enganada, sendo atraída à determinado local onde o crime pode ser praticado com mais facilidade;
- emboscada é a tocaia, ficar de vigilância para atacar a vítima desprevenida;
- dissimulação é o fingimento. Fingir falsa-amizade para atacar a vítima ou utilizar disfarce;

### Meio cruel
Artigo 61 - São circunstâncias que sempre agravam a pena, quando não constituem ou qualificam o crime:   
II - ter o agente cometido o crime;   
d) com emprego de veneno, fogo, explosivo, tortura ou outro meio insidioso ou cruel, ou de que podia resultar perigo comum;   
Esses são os requisitos que compõem o meio cruel que é aquele em que a vítima sofre desnecessariamente. Meio insidioso que engloba a asfixia é aquela ação que é dissimulada em sua eficácia maléfica. Perigo comum é o meio em que além de atingir a vítima pode deixar em situação de risco um indeterminado número de pessoas.   
Exemplo: no Caso Richthofen, os agentes do crime utilizaram barras de ferro e asfixia para causar a morte das vítimas.

### Parentesco
Artigo 61 - São circunstâncias que sempre agravam a pena, quando não constituem ou qualificam o crime:   
II - ter o agente cometido o crime;   
e) contra ascendente, descendente, irmão ou cônjuge;   
- Ascendente - agente que comete crime contra pai ou mãe;
- Descendente - agente que comete crime contra filho ou filha;
- Irmão - agente que comete crime contra vítima com quem tem pelo menos um dos ascendentes em comum;
- Cônjuge - agente que comete crime contra aquele com quem está casado. Havido cessado o casamento ou sendo a relação um concubinato (amantes), no momento do crime, não há agravante.

### Abuso de autoridade de agente civil
Artigo 61 - São circunstâncias que sempre agravam a pena, quando não constituem ou qualificam o crime:   
II - ter o agente cometido o crime;   
f) com abuso de autoridade ou prevalecendo-se de relações domésticas, de coabitação ou de hospitalidade;   
É o exercício ilegítimo de autoridade no campo privado (diferindo da letra g em que há relação de subordinação como no caso entre patrão e empregado (relações domésticas), fato de morarem sob mesmo teto (coabitação), ou a da estada da vítima na casa do agente (hospitalidade).

### Abuso de autoridade de agente especial
Artigo 61 - São circunstâncias que sempre agravam a pena, quando não constituem ou qualificam o crime:   
II - ter o agente cometido o crime;   
g) com abuso de poder ou violação de dever inerente a cargo, ofício, ministério ou profissão;   
É o agente praticar o delito com abuso de poder ou violação de obrigação inerente à sua atividade que deve ser a de um cargo ou ofício público.

### Covardia
Artigo 61 - São circunstâncias que sempre agravam a pena, quando não constituem ou qualificam o crime:   
II - ter o agente cometido o crime;   
h) contra criança, maior de 60 (sessenta) anos, enfermo ou mulher grávida;   
De acordo com o Estatuto da Criança e do Adolescente, criança é um indivíduo de idade inferior a 12 anos, mas a doutrina não adota o caráter cronológico, mas sim o biológico. O mesmo valia para velho, quando em 2003 houve a mudança com uma lei aprovada pelo Congresso Nacional que retirava o substantivo considerado pejorativo. Enfermo é o indivíduo que não consegue praticar os atos da vida civil, ou a exerce de modo imperfeito ou irregular. A pena é também agravada quando cometida contra mulher grávida.

### Testemunha
Artigo 61 - São circunstâncias que sempre agravam a pena, quando não constituem ou qualificam o crime:   
II - ter o agente cometido o crime;   
i) quando o ofendido estava sob a imediata proteção da autoridade;   
Caso em que um preso (sob custódia do Estado) que levado a júri sofre uma agressão física. O agente do crime de agressão recebe esta qualificadora.

### Estado de necessidade
Artigo 61 - São circunstâncias que sempre agravam a pena, quando não constituem ou qualificam o crime:   
II - ter o agente cometido o crime;   
j) em ocasião de incêndio, naufrágio, inundação ou qualquer calamidade pública, ou de desgraça particular do ofendido;   
São casos em que motivado pelo estado de necessidade (incêndio, naufrágio... onde não há solidariedade humana) o agente se aproveita disto praticando crime.

### Embriaguez
Artigo 61 - São circunstâncias que sempre agravam a pena, quando não constituem ou qualificam o crime:   
II - ter o agente cometido o crime;   
l) em estado de embriaguez preordenada.   
Estando o agente se embriangado para criar coragem para praticar o fato

### Bibliográficas
- JESUS, Damásio E. de; Volume 1: Parte Geral; São Paulo: Saraiva, 2005